# Ten Mile Creek
Ten Mile Creek es un lugar designado por el censo ubicado en el condado de Montgomery en el estado estadounidense de Maryland. En el Censo de 2020 tenía una población de 1012 habitantes y una densidad poblacional de 66,93 habitantes por km². Fue incluido como CDP en el censo de 2020. 

## Geografía
Ten Mile Creek se encuentra ubicado en las coordenadas 39°13′36″N 77°18′37″O / 39.22667, -77.31028. Según la Oficina del Censo de los Estados Unidos,  tiene una superficie total de 15,12 km², de la cual 15,00 km² corresponden a tierra firme y 0,12 km² a agua.